# 吴信东
吴信东（1963年9月—），中国安徽省枞阳县人。计算机科学家，主要贡献在数据挖掘领域。现任明略科学院院长。俄罗斯工程院外籍院士，美国佛蒙特大学计算机科学系主任，教授，合肥工业大学教授，长江学者。

## 簡歷
- 1984年8月获合肥工业大学微型机应用研究所计算机应用学士学位。
- 1987年7月获合肥工业大学计算机与信息系计算机应用硕士学位。
- 1993年7月获英国爱丁堡大学人工智能博士学位。
- 1987年7月至1991年3月在合肥工业大学任助教。
- 1993年7月至2001年8月，曾先后在澳大利亚的詹姆士库克大学任讲师，蒙納許大學任高级讲师，美国的科羅拉多州立矿业学院（Colorado School of Mines）任副教授。
- 2001年9月至今，在美国佛蒙特州佛蒙特大学计算机科学系任正教授兼系主任。
- 2012年获IEEE计算机学会技术进步奖。[2]
- 2022年当选为俄罗斯工程院外籍院士。[3]